# Georg Volkmer
Georg Volkmer (* 24. Dezember 1870 in Zadel, Landkreis Frankenstein; † nach 1933) war ein deutscher Gutsbesitzer und Politiker (Zentrum).

## Leben
Volkmer besucht das Gymnasium in Frankenstein (heute in der Woiwodschaft Niederschlesien) bis zur Obersekunda und wurde später Gutsbesitzer in Zadel. Er war Vorsitzender der landwirtschaftlichen Kommission des Kreises Frankenstein, Kreistaxator und Mitglied des Verwaltungsrates der Niederschlesischen Provinzial-Feuersozietät. Von 1914 bis 1917 nahm er als Soldat am Ersten Weltkrieg teil, zuletzt als Leutnant der Landwehr. Für seine Verdienste erhielt er das Eiserne Kreuz II. Klasse, den Schlesischen Adler und die Landwehrdienstauszeichnung.
Volkmer trat in die Zentrumspartei ein und wurde in den Kreistag des Kreises Frankenstein gewählt. Von 1928 bis 1933 war er Mitglied des Preußischen Landtages.